# 한창수 (조선귀족)
한창수(韓昌洙, 1862년 1월 19일~1933년 10월 7일)는 조선 말기의 관료 겸 일제강점기의 조선귀족으로, 본관은 청주이며 자는 경문(景文), 호는 영애(穎愛)이다.

## 생애
한성부 출신이다. 대제학을 지낸 한장석의 아들로 태어나 한윤석에게 입적되었다.
1888년 과거에 급제하여 승정원에서 주로 벼슬을 하였으며, 1895년에는 한성재판소의 판사를 맡기도 했다. 외국어에 능통하여 관립한성외국어학교, 한성사범학교의 교장직과 함께 유럽 지역에서 외교관으로 근무한 바도 있었다
외교 관계 쪽 관직을 맡으며 일본에 드나들면서 친일 세력과 가까워진 뒤, 1910년 한일 병합 조약 체결후 일본 정부로부터 남작 작위를 받고 조선총독부 중추원의 고문에 임명되었다. 일제의 신임을 받아 고종과 순종 등 왕실을 전담하는 이왕직 장관도 역임했다.
한창수는 거침 없이 친일적 언행에 더하여, 이왕직 장관을 지내면서 고종의 외동딸 덕혜옹주를 어린 나이에 일본에 유학 보내고 일본인과 강제로 결혼하게 하여 결국 정신병을 앓게 한 일로 분노의 표적이 되었다. 한창수가 이왕직 장시국장 재직 중 고종이 사망했는데, 고종 독살설에 이완용, 이기용, 윤덕영, 한상학, 그리고 어의 안상호 등과 함께 이름이 오르내리기도 한다.
권세를 이용한 치부에 능숙하여 일제 강점기 동안 귀족 중에서도 가장 부유하게 살았으며, 1960년 보도에 따르면 손자가 서울 성북구에서 유복하게 살고 있었다.

## 가족 관계
- 증조부: 한원리(韓元履)
- 증조모: 풍산 홍씨
- 증조모: 음성 박씨
  - 양조부: 한직교(韓直敎), 한원리의 장남
  - 양조모: 전주 이씨
    - 양아버지: 한윤석(韓胤錫)
    - 양어머니: 음성 박씨

  - 친조부: 한필교(韓弼敎), 한원리의 삼남
  - 친조모: 풍산 홍씨
  - 친조모: 진주 강씨
    - 친아버지: 한장석(韓章錫)
    - 친어머니: 한산 이씨
      - 본처: 남양 홍씨, 홍종서의 딸
        - 장남: 한상억(韓相億)
        - 자부: 풍양 조씨
        - 자부: 전주 이씨
        - 장녀: 해평 윤씨, 윤홍섭에게 출가

      - 후처: 경주 최씨
        - 양자: 한상기(韓相琦)

## 사후
2002년 민족정기를 세우는 국회의원모임이 발표한 친일파 708인 명단과 2008년 공개된 민족문제연구소의 친일인명사전 수록예정자 명단에 자신의 남작 작위를 물려받은 아들 한상기, 서자 한상억과 함께 선정되었다. 2009년 친일반민족행위진상규명위원회가 발표한 친일반민족행위 705인 명단에도 포함되었다.
2007년 5월 2일 대한민국 친일반민족행위자재산조사위원회는 한창수의 재산을 국가로 환수하기로 결정 했고, 11월 22일에는 친일반민족행위자 재산의 국가귀속에 관한 특별법 시행 이후 제3자에게 처분한 재산에 대해서도 국가 귀속 결정을 내렸다.